# Åreskutan
Der Åreskutan ist ein Fjäll in der Gemeinde Åre in der schwedischen Provinz Jämtlands län und hat eine Höhe von 1420 Metern. Es ist möglich, bis zu einer Höhe von 1274 Metern mit einer Kabinenbahn zu fahren. Auf seinem Gipfel befindet sich das höchstgelegene Café Schwedens. Am südlichen Fuße des Åreskutans liegt Åre.
An den Hängen des Åreskutans befindet sich eines der größten Skigebiete Schwedens. Im Sommer kann man auf den Skipisten Mountainbike fahren. Zudem gibt es viele markierte Winter- und Sommerwanderwege.
Der Åreskutan besitzt drei Nebengipfel: den weit ausgreifenden Nordwestgipfel Västerskutan (1333 m; Schartenhöhe ca. 100 m), den Nordostgipfel Blåstenen (1204 m; Schartenhöhe ca. 45 m), und den Südostgipfel Lillskutan (ca. 1115 m; Schartenhöhe ca. 26 m). Benachbarte Berge sind im Westen das Mullfjället (1031 m) und im Süden das Renfjället (986 m). Nach Osten hin fällt der Åreskutan zu einer ausgedehnten Hügel- und Seenlandschaft ab, die geprägt ist durch boreale Nadelwälder. Zwischen dem Åreskutan und dem Renfjälet liegt der See Åresjön, der vom Indalsälven gespeist wird. Nördlich des Åreskutans liegt der Kallsjön.
Am Åreskutan wachsen insgesamt 13 verschiedene Arten von Orchideen.

## Åreskutan als Typlokalität
Åreskutan, genauer die an seinem Hang liegenden, Kupfererze abbauenden Bjelkes Gruben, gelten als Typlokalität (erster Fundort) für das Mineral Thaumasit. Neben diesem konnten in den Schiefer-Gesteinen des Åreskutan unter anderem die Kupferminerale Chalkopyrit, Chalkosin und verschiedene Fahlerze, die Sulfide Pyrit, Pyrrhotin und Sphalerit sowie die Silikate Chabasit, Diopsid, Natrolith und Stilbit gefunden werden.

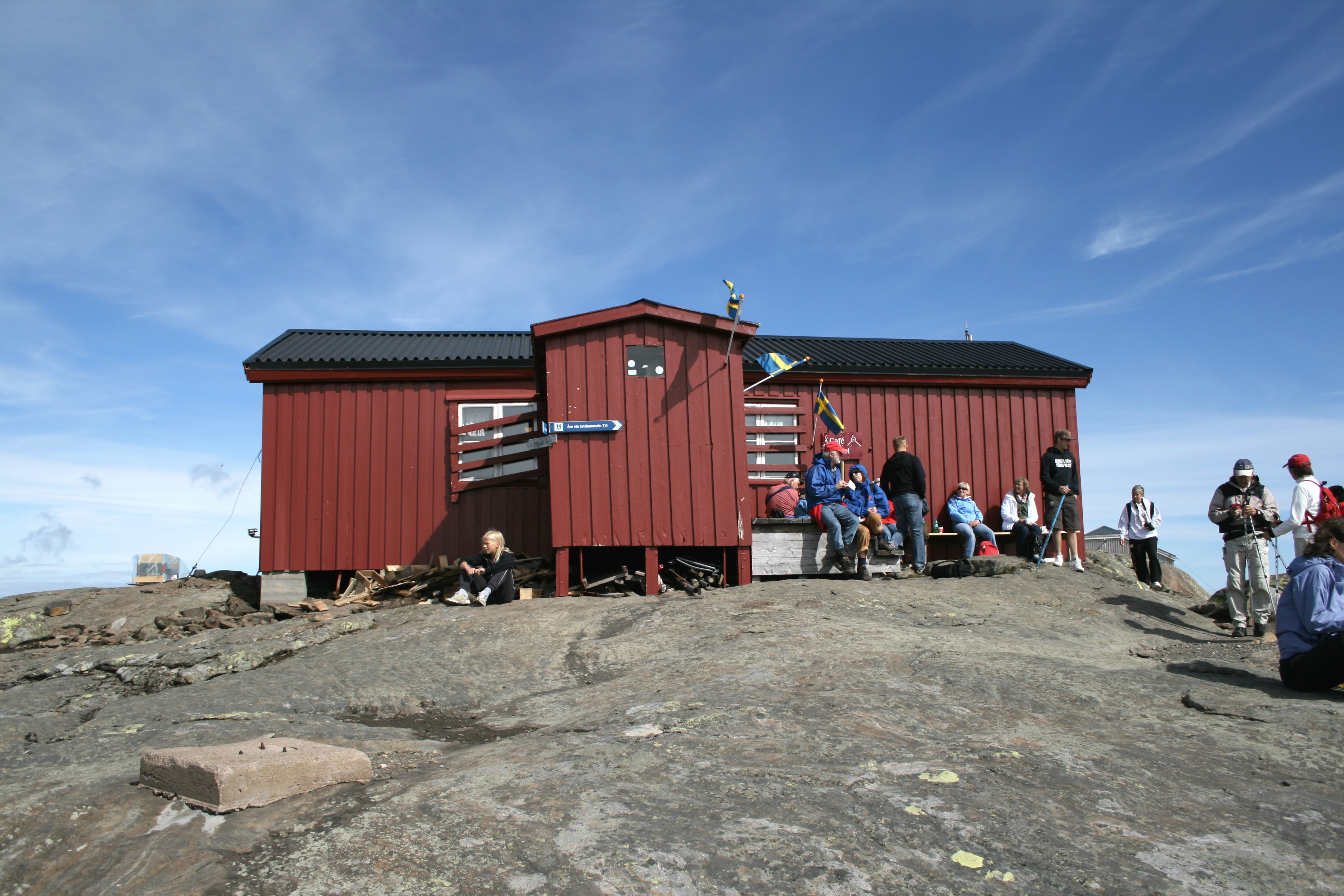
Der Gipfel des Åreskutan